# ليندولفو كولور
ليندولفو كولور (ساو ليوبولدو، 4 فبراير 1890 - ريو دي جانيرو، 21 سبتمبر 1942) صحفي وسياسي برازيلي.
شغل منصب أول وزير للعمل في عهد الرئيس جيتوليو فارغاس (1930-1932).
سميت بلدة ليندولفو كولور ريو غراندي دو سول من بعده باسمه.
كان حفيده فرناندو كولور دي ميلو رئيسًا للبرازيل (1990-1992).